# Emperadriu Zhang (Liu Shan, posterior)
En aquest nom xinès, el cognom és Zhang.
Emperadriu Zhang, nom personal desconegut, va ser una emperadriu de l'estat de Shu Han durant el període dels Tres Regnes de la història xinesa.
Ella era la filla de Zhang Fei i la seva Esposa la Dama Xiahou, i va ser la segona esposa de Liu Shan, el segon emperador de Shu Han. La primera esposa de Liu Shan hi era la seva germana, i després de la mort de la seva germana en el 237, Liu Shan la va agafar com una consort imperial. El següent any (238), ell la va crear emperadriu per succeir a la seva germana. L'Emperadriu Zhang sembla que no tingué cap fill. Després que l'imperi va caure en mans de Cao Wei en els 263, ella es va traslladar a la capital de Cao Wei Luoyang juntament amb el seu marit. Com el seu marit va ser creat el Duc d'Anle, ella es convertí en duquessa. No es coneix quan va morir.